# Tarkk'ampujankatu
La rue des tireurs d'élite (finnois : Tarkk’ampujankatu) est une rue du quartier Ullanlinna d'Helsinki en Finlande.

## Présentation
Orientée d'Est en Ouest, la rue Tarkk’ampujankatu  part de Kasarmikatu et se termine à  Viiskulma après un parcours de 350 mètres. 
Tarkk’ampujankatu est bidirectionnelle, sauf pour la section entre Korkeavuorenkatu et Kasarmikatu, où elle est à sens unique vers l'est.
À cet endroit, il y a des rails de tramway et le terminus sud de la ligne 10, les tramways tournent dans le sens antihoraire jusqu'à l'îlot urbain délimité par Tarkk'ampujankatu au sud.

## Étymologie
Le nom de la rue vient de la caserne de la garde finlandaise et du champ de tir qui était situé à l'extrémité ouest de la caserne de la Garde.

## Rues croisées d'Est en Ouest
- Kasarmikatu
- Korkeavuorenkatu
- Johanneksentie (sud)
- Viiskulma
- Laivurinkatu (sud),
- Pursimiehenkatu (sud-ouest),
- Laivurinrinne (nord-est)
- Fredrikinkatu (nord-ouest)

## Galerie

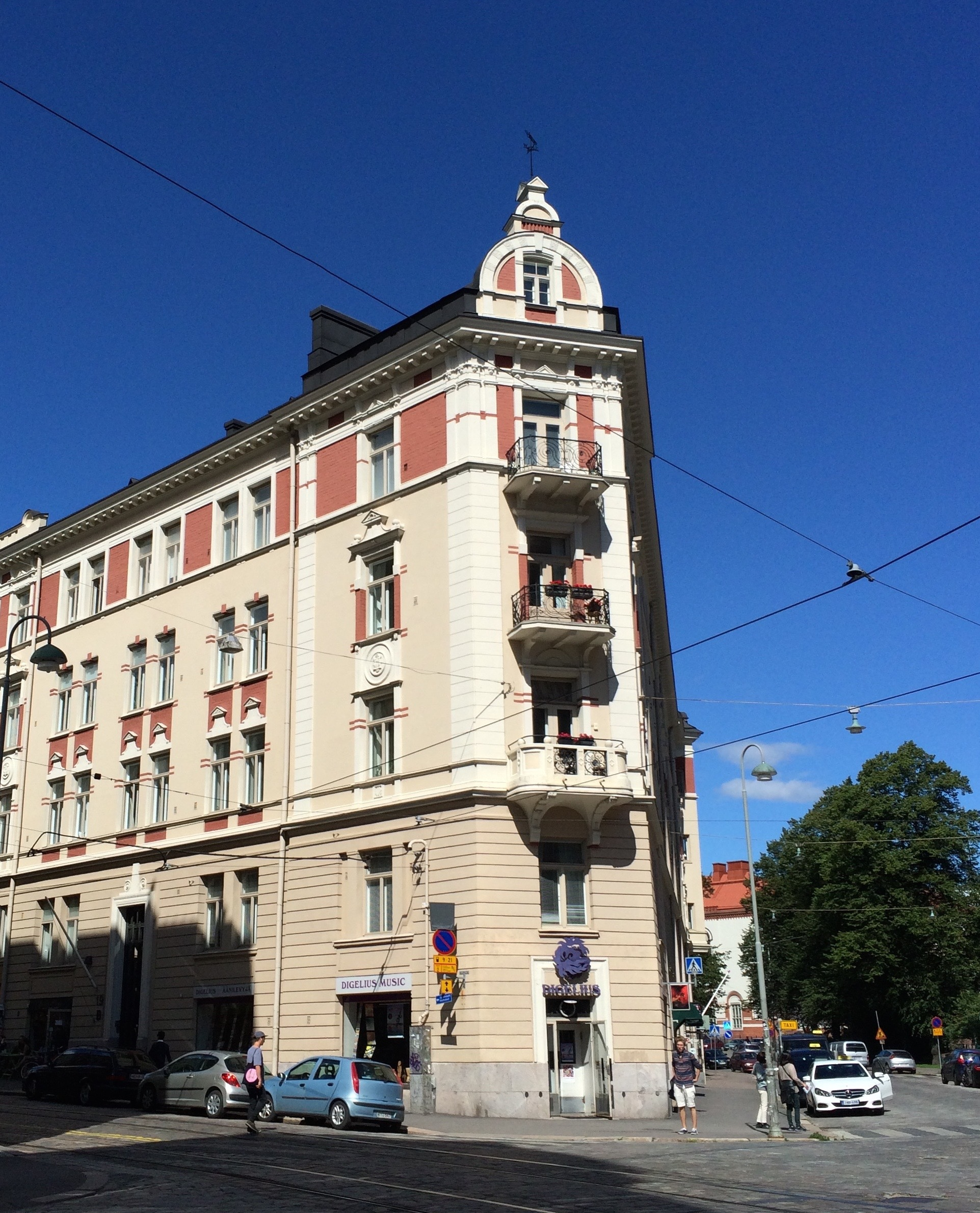
Viiskulma Tarkk'ampujankatu.
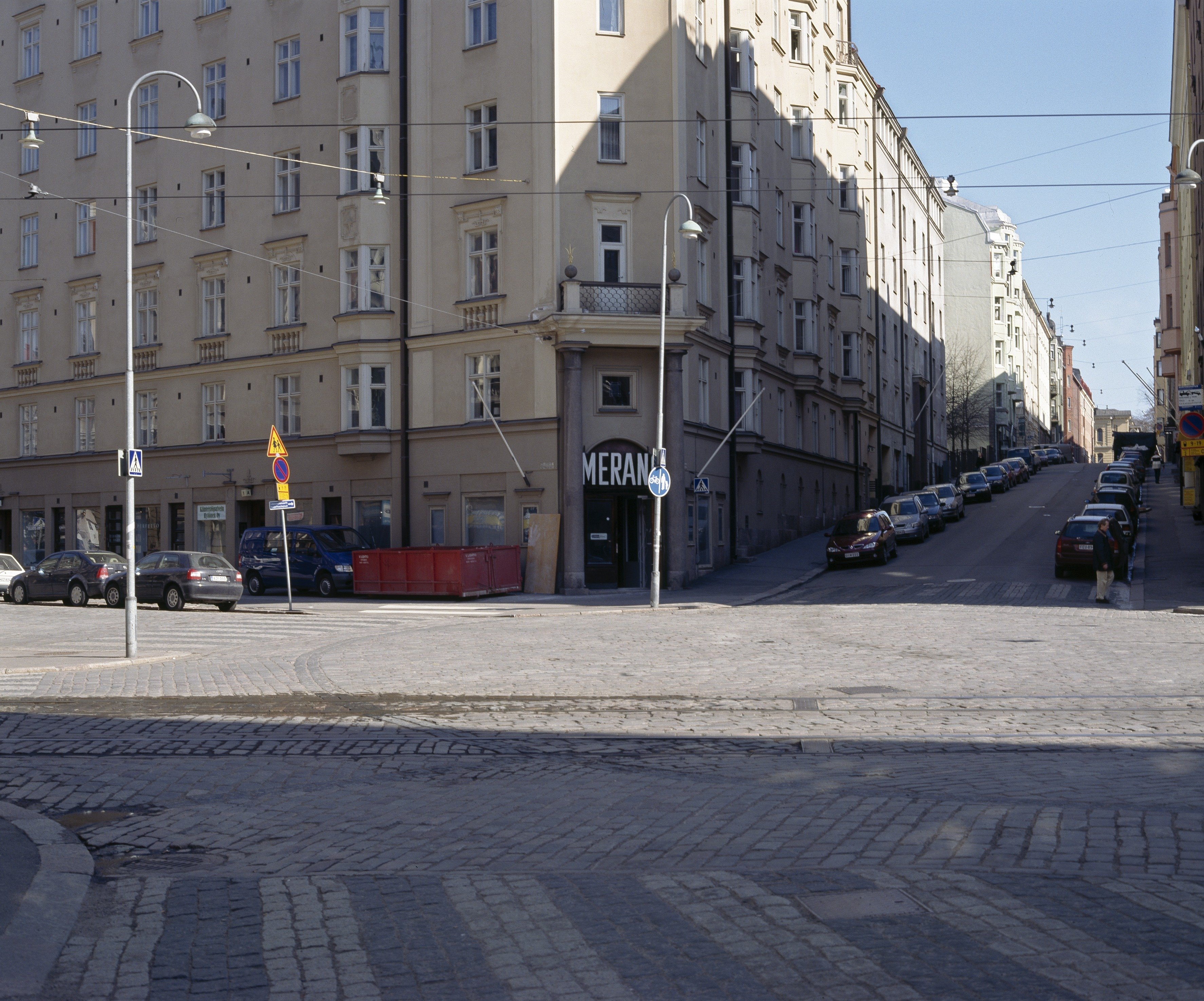
Tarkk'ampujankatu 17, Laivurinkatu 10.
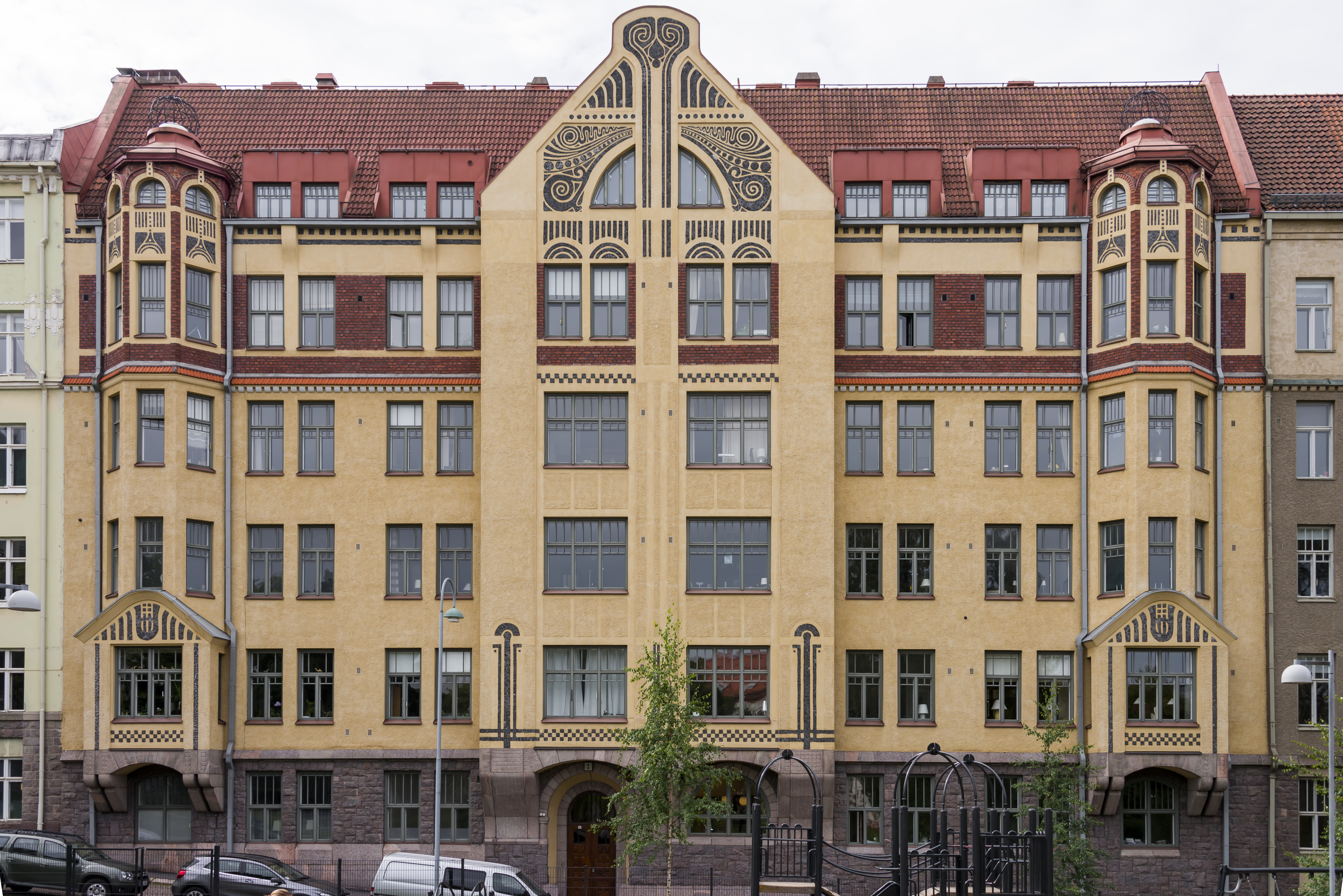
Tarkk'ampujankatu 13, Johanneksentie 4.
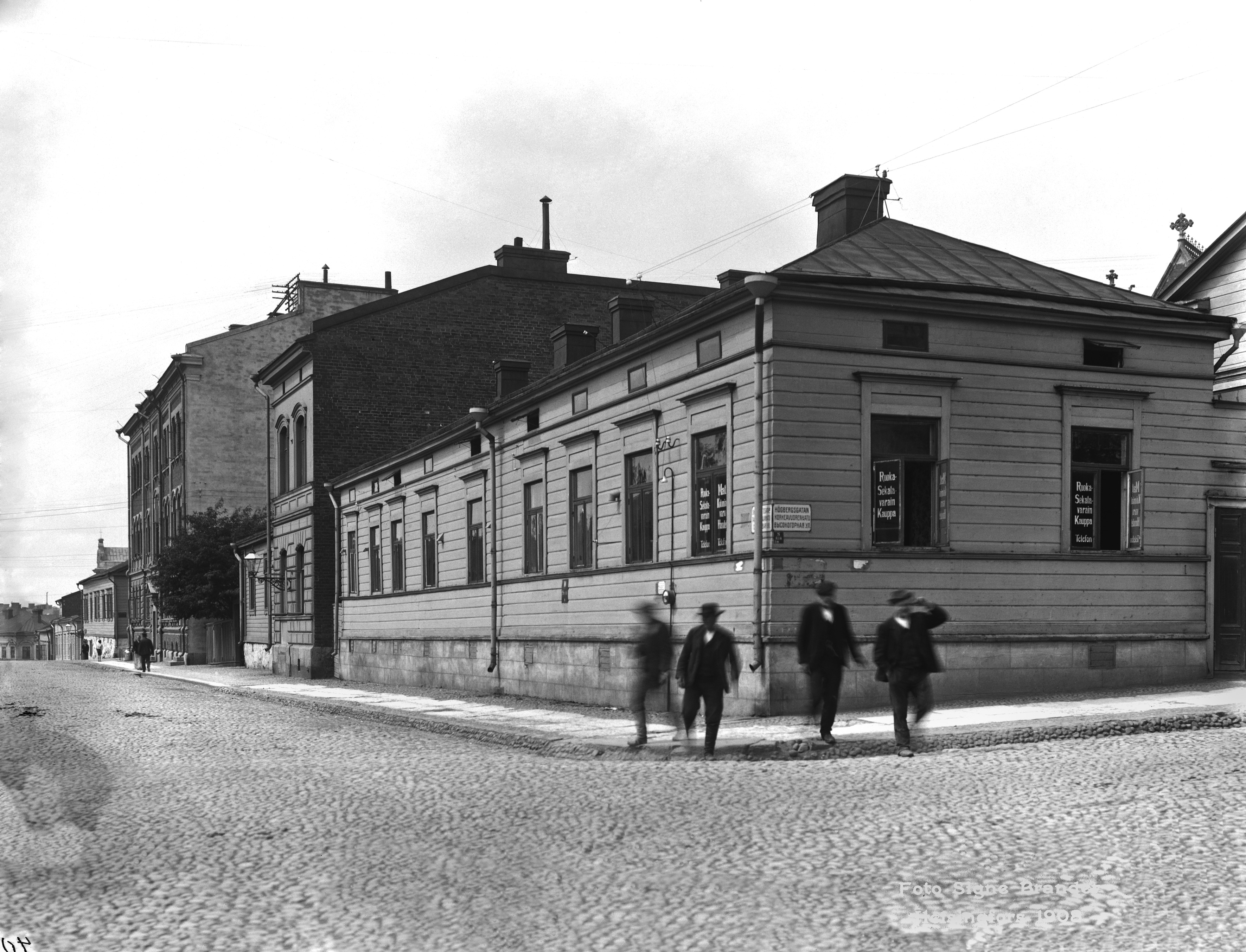
Tarkk'ampujankatu 5. - Korkeavuorenkatu 8.